# Papaver apulum
Papaver apulum là một loài thực vật có hoa trong họ Anh túc. Loài này được Ten. mô tả khoa học đầu tiên năm 1826.